# Estilóbata

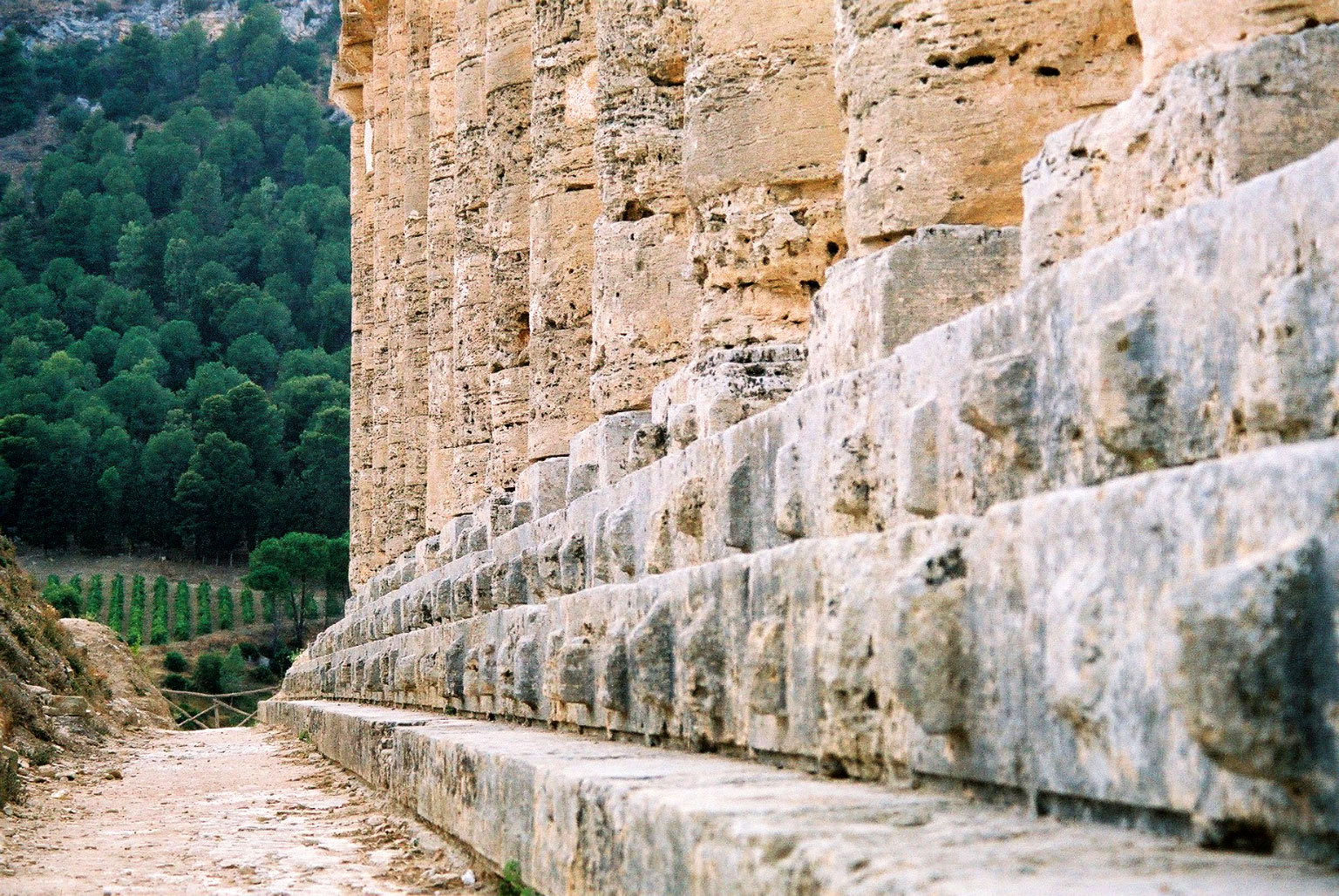
Estereóbata do templo de Segesta. O degrau superior é a estilóbata

O estilóbata ou estilóbato (em grego:  στυλοβάτης)  refere-se ao socalco que sustenta colunas ou à faixa na base de um edifício. O último nível da plataforma que serve de embasamento aos templos gregos, o chamado estereóbata ou crepidoma.  É o degrau superior do crepidoma, a plataforma escalonada sobre a qual são colocadas as colunatas das colunas do templo (é o piso do templo). A plataforma era construída num patamar que nivela o solo imediatamente abaixo do templo.

## Etimologia
O termo estilóbato vem do grego antigo στυλοβάτης, consistindo em στῦλος stylos, "coluna", e βατός batos, "caminhável, montável", derivado de βαίνω baino "andar, caminhar".

## Terminologia
Algumas metodologias usam a palavra estilóbato para descrever apenas o degrau mais alto da base do templo, enquanto estereóbato é usado para descrever os degraus restantes da plataforma abaixo do estilóbato e logo acima do curso de nivelamento. Outros, como John Lord, usam o termo para se referir a toda a plataforma.

## Uso arquitetónico
O estilóbato era frequentemente projetado para se relacionar intimamente com as dimensões de outros elementos do templo. Nos templos dóricos gregos, o comprimento e a largura do estilóbato estavam relacionados, e em alguns dos primeiros templos dóricos a altura da coluna era um terço da largura do estilóbato. Os romanos, seguindo a tradição arquitetônica etrusca, adotaram uma abordagem diferente ao usar um estilóbato muito mais alto que o normal, e tinha degraus apenas na frente, conduzindo ao pórtico.
Na arquitetura moderna, o estilóbato é a parte superior da base escalonada do edifício, ou base comum, combinando vários edifícios. Hoje, os estilóbatos são populares na construção de edifícios altos.